# Répétition en tandem
En bio-informatique, une répétition en tandem est une suite de plusieurs motifs de nucléotides, adjacents dans une séquence d'ADN et qui se répètent à l'identique.
Par exemple : ATTCGATTCGATTCG contient trois répétitions en tandem du motif de cinq nucléotides ATTCG.
Les répétitions en tandem sont fréquentes dans les génomes des eucaryotes supérieurs et constituent en particulier ce qu'on appelle les séquences satellites, minisatellites et microsatellites. Elles représentent environ 10 à 15% de la composition totale du génome humain.